# Speikobra

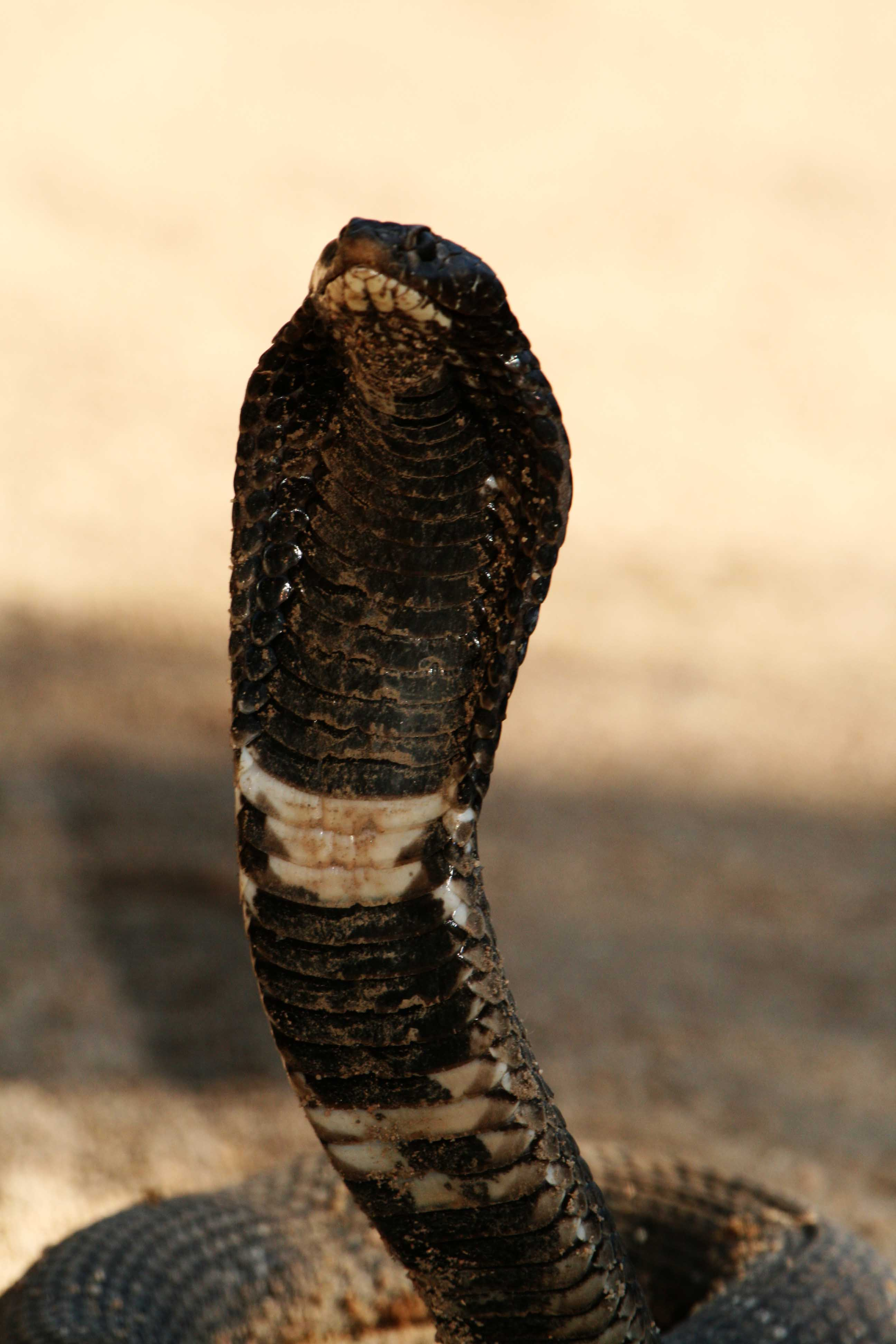
Ringhalskobra (Hemachatus haemachatus)

Als Speikobras bezeichnet man eine Reihe von Giftnattern (Elapidae), die ihr Gift auf potenzielle Feinde verspritzen können. Durch eine Muskelkontraktion wird Gift von der Giftdrüse in speziell angepasste Giftzähne gepumpt, aus denen es dann als Strahl austritt. Dabei zielen die Schlangen auf das Gesicht des Angreifers und können so je nach Art Distanzen von mehreren Metern überbrücken. Auf der Haut zeigt das Gift keine Wirkung; gelangt es jedoch in die Augen, verursacht es starke Schmerzen und eine Beeinträchtigung der Sehfähigkeit. Bleiben die betroffenen Augen unbehandelt, sind längerfristige Schäden bis hin zur Blindheit möglich.
Zu den Speikobras zählen etwa ein Viertel der Echten Kobras (Naja) sowie die Ringhalskobra, die allerdings der eigenständigen Gattung Hemachatus angehört und deren einzige Art ist. Die Speikobras sind somit keine zusammengehörige taxonomische Verwandtschaftsgruppe. Bei der Fähigkeit, Gift zu verspritzen, handelt es sich um eine in der Evolution mehrfach unabhängig voneinander erworbene Anpassung (Konvergenz). Die Vorkommen von Speikobras liegen in Afrika und im südlichen Asien.

## „Gift speien“ als Feindabwehr
Bei allen Speikobras ist das „Speien“ ihres Giftes ein wichtiger Bestandteil der Feindabwehr. Falls das Gift in die Augen eines potentiellen Aggressors gelangt, sind die Schmerzen und Beeinträchtigung der Sehfähigkeit meist ausreichend, um ihn zu vertreiben. Es stellt eine vorteilhafte Defensivstrategie mit geringem Risiko dar, denn es erlaubt der Speikobra eine Verteidigung aus sicherer Distanz. Sich mit einem Giftbiss zu verteidigen erfordert physischen Kontakt mit dem Aggressor, was für eine Schlange ein deutlich höheres Risiko darstellt. Dies zeigt sich auch darin, dass Speikobras mögliche Feinde tendenziell häufiger konfrontieren als nicht-speiende Kobras; letztere weisen eine höhere Neigung zur Flucht auf. Außerdem wird beim Speien nur ein Bruchteil des für einen Abwehrbiss benötigten Gifts verbraucht. Beim Verspritzen von Gift handelt sich um ein angeborenes Verhalten, das selbst bei noch teilweise im Ei befindlichen Schlüpflingen beobachtet werden kann.
Um Beute zu töten, bedienen sich Speikobras dennoch des Giftbisses, weil unter normalen Umständen der Tod eines Beutetieres nicht allein durch Gift in den Augen herbeigeführt werden kann. Ebenso dient das Speien nicht dem innerartlichen Kampf, da die Augen von Speikobras wie bei allen Schlangen durch die durchsichtige, sogenannte Ocularschuppe geschützt sind.

## Bau der Giftzähne

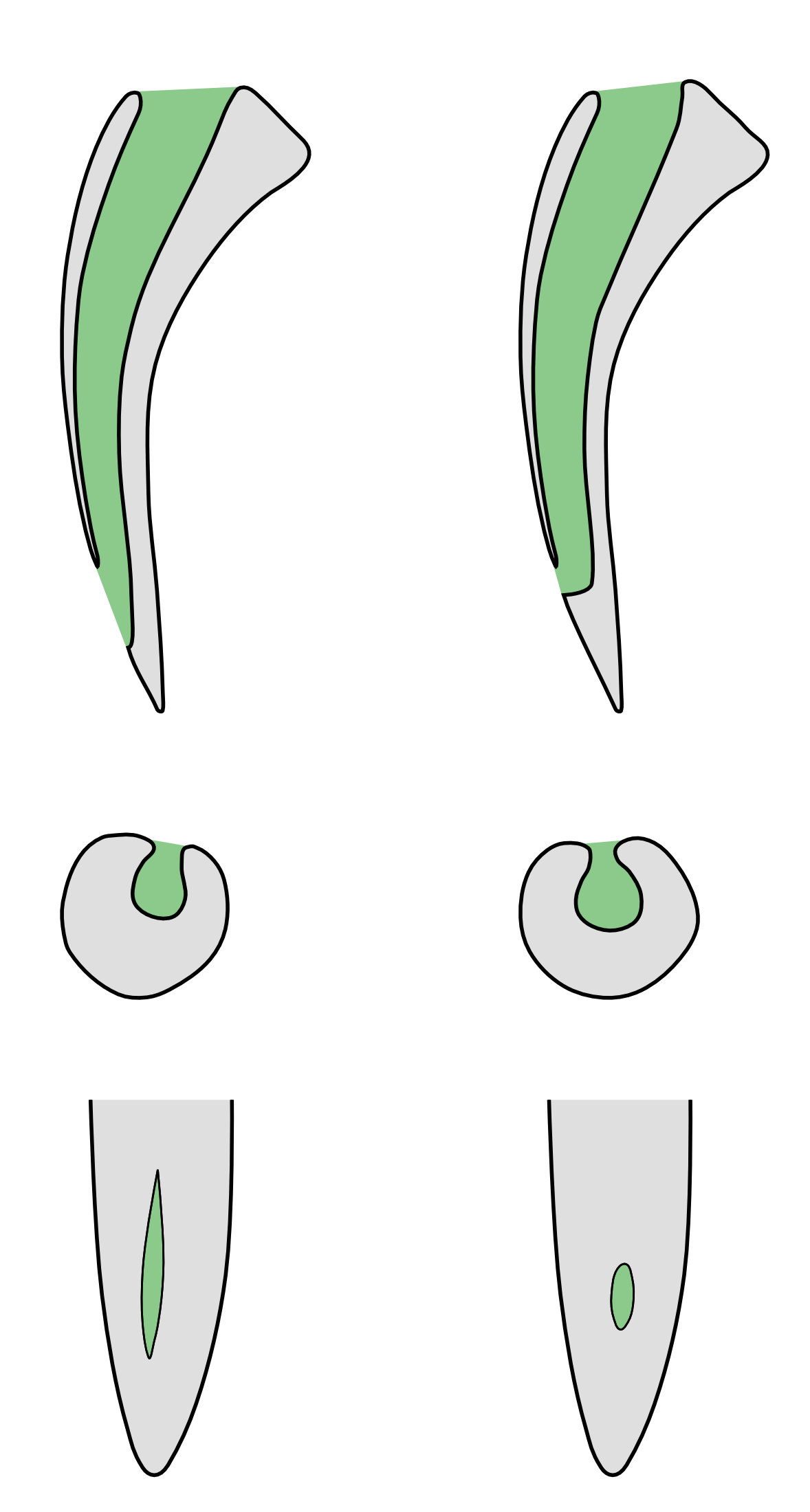
Schematischer Vergleich der Giftzähne von Speikobras (rechts) und anderen Kobras. Der Zahn ist grau, der Giftkanal in grün dargestellt. Erste Zeile Querschnitt, zweite Zeile horizontaler Schnitt auf Höhe der Austrittsöffnung, dritte Zeile Frontalansicht der Austrittsöffnung.

Allen Speikobras gemeinsam ist ein spezieller Aufbau ihrer Giftzähne, der ihnen das gezielte Verspritzen von Gift ermöglicht. Die Giftzähne von Kobras besitzen einen geschlossenen Giftkanal, der mit der Giftdrüse verbunden ist und der Absonderung des Gifts dient. Durch eine oben am Zahn gelegene Öffnung des Giftkanals gelangt das Gift aus der Giftdrüse in den Zahn, während es durch eine unten gelegene Öffnung den Zahn verlässt. Beide Öffnungen liegen auf der Vorderseite des Zahns. Die Anpassungen an die spezielle Verteidigungsweise der Speikobras finden sich vorwiegend im Verlauf des Giftkanals und in der Form des Austrittslochs für das Gift. Im Gegensatz zu anderen Kobras verläuft der Giftkanal bei Speikobras nicht durchgehend senkrecht im Zahn, sondern ist kurz vor seinem Ende stark abgeknickt, so dass er in etwa waagerecht zur Austrittsöffnung des Gifts führt. Dies bewirkt, dass das Gift den Zahn in einem horizontalen, nach vorne gerichteten Strahl und nicht nach unten verlässt. Dazu trägt auch das bei Speikobras modifizierte Austrittsloch bei, welches relativ klein und rundlich bis tränenförmig ist, und damit als eine Art Düse fungieren kann. Es zeigt bei Speikobras nach vorne und liegt mittig, während es bei nicht speienden Kobras eher nach unten zeigt und leicht zur Seite verschoben ist. Bei nicht speienden Kobras ist diese Öffnung außerdem deutlich größer und eher schlitzförmig, und zusätzlich verläuft vom Austrittsloch zur Spitze des Giftzahns eine Rinne, die ebenso einen Austritt des Gifts nach unten begünstigt.
Eine weitere Anpassung des Giftkanals stellen nur bei Speikobras vorhandene, typischerweise paarig angelegte Leisten auf der Innenoberfläche des Giftkanals dar. Diese beginnen meist im unteren Drittel des Giftkanals und enden kurz vor der Austrittsöffnung. Sie beeinflussen das Strömungsverhalten des Gifts dergestalt, dass für den Giftstrom im Zahn vor der Austrittsöffnung ein höherer Druck erzielt wird und die Kobra somit ihr Gift weiter speien kann.

## Speiverhalten

### Ablauf des Speiakts
Wenn Speikobras Gift speien, befinden sie sich meistens bereits in der kobratypischen Drohhaltung mit aufgerichtetem Oberkörper und gespreiztem Nackenschild. Das Maul wird leicht geöffnet, dann verlässt die Zähne ein Giftstrahl, der zunächst nach unten zeigt, dann jedoch innerhalb von etwa 10 Millisekunden in seine typische horizontale Flugbahn aufsteigt. Zum Ende des Speivorgangs biegt sich der Strom von Gift wieder nach unten. Der gesamte Speivorgang dauert im Schnitt etwa 50 Millisekunden. Das Gift kann dabei je nach Art entweder in Form von zwei definierten Strahlen (bei afrikanischen Speikobras) oder als nebelartige Sprühwolke (bei asiatischen Speikobras und der Ringhalskobra) verspritzt werden. Bei afrikanischen Speikobras sind Speidistanzen von bis zu 3 Metern möglich, bei asiatischen Arten und Hemachatus bis zu 1,5 Metern. Die abgegebene Menge von Gift beim Speien variiert stark – für die Rote Speikobra (Naja pallida) werden zum Beispiel 3,2 Milligramm Trockengewicht angegeben.
Weil das verspritzte Gift nur spezifisch in den Augen wirkt, müssen Speikobras sehr zielgenau sein. Dabei stellen sich den Tieren jedoch eine Reihe von Herausforderungen: das Zielareal ist vergleichsweise klein, das als Feind wahrgenommene Tier ist in Bewegung, und die Flugbahn des Gifts kann nachträglich nicht geändert werden. All diese Faktoren müssen von den Schlangen in der kurzen Zeitspanne des Speivorgangs berücksichtigt werden. Zunächst zielen Speikobras nicht spezifisch auf die Augen, sondern mittig auf das Gesicht des Angreifers. Das Gesicht erkennen die Kobras durch seine Form, seine geringe Entfernung (da es meist der Kobra zugewandt ist) und durch seine Bewegungen. Es handelt sich hierbei um ein vorteilhaftes Verhalten, denn nicht immer können die Augen des Angreifers genau erkannt werden. Dies kann der Fall sein, wenn die Sicht der Schlange etwa in der Nacht oder kurz vor der Häutung durch ihre getrübte Augenschuppe eingeschränkt ist. Um trotzdem einen Treffer im Auge sicherzustellen, führen Speikobras während des Austritts des Gifts schnelle Bewegungen ihres Kopfs durch, wodurch das Gift auf eine größere Fläche verteilt wird. Wie weit sie mit diesen kreisförmigen Bewegungen ausschlagen, passen Speikobras der wahrgenommenen Größe des Ziels an – bei weiter entfernten Zielen, die auf der Netzhaut kleiner erscheinen, wird zum Beispiel der Winkel der Giftverteilung verkleinert und somit akkurater. Außerdem sind Speikobras in der Lage, in schneller Sukzession Gift zu verspritzen – experimentell sind zum Beispiel 45 aufeinanderfolgende Speiakte bei der Roten Speikobra (Naja pallida) und 57 bei der Afrikanischen Speikobra (Naja nigricollis) nachgewiesen. Selbst wenn der erste Versuch fehlschlägt, so trifft eine Speikobra im Laufe einer Feindbegegnung sehr wahrscheinlich mindestens ein Auge des Aggressors.
Außerdem verfolgen Speikobras die Bewegungen ihres Ziels und erhöhen so ihre Zielgenauigkeit. In Experimenten von Guido Westhoff und Kollegen (2010) führte eine mit einer Maske geschützte Versuchsperson abgehackte Bewegungen mit ihrem Kopf durch, um die Schlangen zu einem Angriff mit verspritztem Gift zu provozieren. Die Kobras verfolgten die Bewegungen ihres Ziels und richteten ihren Kopf danach aus; wenn das Ziel einen Richtungswechsel einschlug, wurde im Schnitt 200 Millisekunden später Gift verspritzt. Diese 200 Millisekunden sind die Reaktionszeit, die von der visuellen Wahrnehmung des Auslösers (dem Richtungswechsel) bis zur Aktivierung des Giftapparats vergeht. Durch diese Reaktionszeit von optischem Reiz zu einer Muskelaktivierung bedingt können die Kobras die Bewegungen des Ziels auch nicht perfekt spiegeln, sondern „hinken“ sozusagen 200 Millisekunden hinterher. Wenn der Auslöser wahrgenommen wird, beschleunigen die Kobras ihren Kopf überproportional stark in die Richtung, welche das Ziel direkt nach dem Richtungswechsel einschlägt. Damit „eilen“ sie gewissermaßen dem Ziel voraus und kompensieren so ihre eigene Reaktionszeit. Ansonsten würden die Kobras ihr Gift dorthin verspritzen, wo das Ziel sich 200 Millisekunden früher befand. Die Wahl des Zeitpunkts direkt nach einem Richtungswechsel ist insofern sinnvoll, da kurz nach einem Richtungswechsel ein unmittelbarer weiterer Richtungswechsel unwahrscheinlich ist. Zu diesen Verfolgungsbewegungen kommen noch die Drehbewegungen zur Verstreuung des Gifts dazu; dadurch werden komplexe motorische Fähigkeiten und eine neuronale Verarbeitung von Sinneseindrücken notwendig, die unter Schlangen ungewöhnlich sind.
Individuelle Speikobras weisen oft stark verschiedene Neigungen dazu auf, ihr Gift zu verspritzen. Bei Experimenten in Gefangenschaft reicht die Palette von sehr nervösen und aggressiven Exemplaren bis hin zu Schlangen, die kaum zum Speien zu bewegen sind.

### Mechanismus der Giftabsonderung
Beim Speien von Gift ähnelt die Funktionsweise des Giftapparats zunächst den Abläufen bei einem normalen Biss. Am Anfang steht die Kontraktion des sogenannten Musculus adductor mandibulae externus superficialis; dabei handelt es sich um einen zweigeteilten Muskel des Kobraschädels, bei dem die obere Hälfte am Scheitelbein (Os parietale) und Hinteraugenknochen (Postorbitale) und die untere Hälfte am nicht zähnetragenden Knochen des Unterkiefers (engl. compound bone) ansetzt. Beide Teilmuskeln sind mit der in der Schläfenregion gelegenen Giftdrüse verbunden und üben durch ihre Kontraktion Druck auf sie aus. Dadurch wird das Gift durch den Giftkanal und den Giftzahn gepresst. Um eine unnötige Absonderung von Gift bei Bewegungen des Unterkiefers zu verhindern, sind die Giftzähne bei Giftschlangen zusätzlich von der bindegewebigen, muskelfreien Zahnscheide eingehüllt, welche eine physische Barriere für den Giftfluss darstellt. Bei einem Biss in Beute oder einen Feind wird sie von der Körperoberfläche des Opfers zurückgedrückt, und damit der Weg für den Giftfluss freigemacht. Speikobras sondern ihr Gift anders als die meisten Giftschlangen jedoch auch ohne physischen Kontakt mit einem anderen Tier ab, daher benötigen sie einen speziellen Mechanismus, um ihre Zahnscheide zu verschieben. Dazu dient bei Speikobras der Musculus protractor pterygoideus, der an Scheitelbein (Parietale) und Keilbein (Basisphenoid) ansetzt und auf der hinteren Hälfte des Gaumenbeins (Pterygoid) endet. Seine Kontraktion erzielt Drehungen und Verschiebungen der Knochen und Gelenke von Oberkiefer und Gaumen, die schlussendlich zu einem Rückzug der Fangscheide nach oben führen und somit eine physische Barriere für das Gift entfernen. Dieser Mechanismus ist äußerlich erkennbar als Verformungen und vertikale Verschiebung des Schnauzenkomplexes der Kobras. Die synchrone Kontraktion dieser beiden Muskeln führt dann zum Ausstoßen des Gifts.

## Systematik und Evolution

### Taxonomie

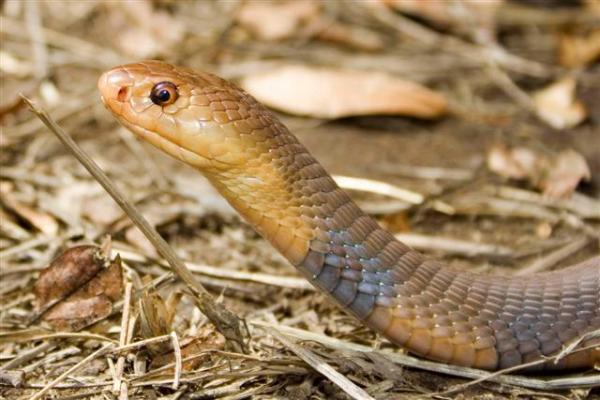
Naja katiensis

Philippinische Kobra (Naja philippinensis)

Gegenwärtig zählt man 15 der 28 Arten von Echten Kobras (Naja) sowie die Ringhalskobra aus der monotypischen (nur eine Art enthaltenden) Gattung Hemachatus zu den Speikobras. Dabei sind alle afrikanischen Arten der Speikobras in der Untergattung Afronaja zusammengefasst, und alle nicht-speienden Kobras in Afrika werden entweder der Untergattung Uraeus oder Boulengerina zugerechnet. Alle asiatischen Kobras, ob speiend oder nicht speiend, werden in die Untergattung Naja gestellt.
- Gattung Hemachatus

- Ringhalskobra (H. haemachatus)

- Gattung Echte Kobras (Naja)
  - Untergattung Afronaja (afrikanische Arten)
    - N. ashei
    - N. katiensis
    - Mosambik-Speikobra (N. mossambica)
    - N. nigricincta
    - Afrikanische Speikobra (N. nigricollis)
    - Nubische Speikobra (N. nubiae)
    - Rote Speikobra (N. pallida)

  - Untergattung Naja (asiatische Arten)
    - Chinesische Kobra (N. atra)
    - N. mandalayensis
    - Indochinesische Speikobra (N. siamensis)
    - N. saggitifera
    - Samar-Kobra (N. samarensis)
    - Sumatra-Kobra (N. sumatrana)
    - Javanische Speikobra (N. sputatrix)
    - Philippinische Kobra (N. philippinensis)

### Evolution der Speifähigkeit
|  | Afronaja                                                |
|  |                                                         |
|  | \| \| Boulengerina \| \| \| \| \| \| Uraeus \| \| \| \| |
|  |                                                         |
|  | Boulengerina                                            |
|  |                                                         |
|  | Uraeus                                                  |
|  |                                                         |

|  | Boulengerina |
|  |              |
|  | Uraeus       |
|  |              |

|  | Afronaja                                                |
|  |                                                         |
|  | \| \| Boulengerina \| \| \| \| \| \| Uraeus \| \| \| \| |
|  |                                                         |
|  | Boulengerina                                            |
|  |                                                         |
|  | Uraeus                                                  |
|  |                                                         |

|  | Boulengerina |
|  |              |
|  | Uraeus       |
|  |              |

|  | Afronaja                                                |
|  |                                                         |
|  | \| \| Boulengerina \| \| \| \| \| \| Uraeus \| \| \| \| |
|  |                                                         |
|  | Boulengerina                                            |
|  |                                                         |
|  | Uraeus                                                  |
|  |                                                         |

|  | Boulengerina |
|  |              |
|  | Uraeus       |
|  |              |

|  | Afronaja                                                |
|  |                                                         |
|  | \| \| Boulengerina \| \| \| \| \| \| Uraeus \| \| \| \| |
|  |                                                         |
|  | Boulengerina                                            |
|  |                                                         |
|  | Uraeus                                                  |
|  |                                                         |

|  | Boulengerina |
|  |              |
|  | Uraeus       |
|  |              |

Kladogramm der Naja / Hemachatus-Gruppe
Die Stammesgeschichte der oft pauschal als „Kobras“ zusammengefassten Gattungen von Giftnattern wurde in einer Studie des britischen Herpetologen Wolfgang Wüster und Kollegen (2007) erforscht. Die gemeinhin als „Kobras“ bezeichneten Schlangen stellen jedoch keine verwandtschaftlich begründete (monophyletische) Gruppe dar – ein Beispiel dafür ist die Königskobra (Ophiophagus hannah), welche mit den Echten Kobras (Naja) nicht näher verwandt ist. Wüster und Kollegen zeigten durch die kladistische Analyse von mitochondrialer DNA allerdings, dass Hemachatus und Naja Schwestergruppen sind (von einem unmittelbaren gemeinsamen Vorfahren abstammen) und somit zusammen eine natürliche (monophyletische) Verwandtschaftsgruppe bilden. Außerdem wurde gezeigt, dass innerhalb von Naja alle afrikanischen Arten eine monophyletische Untergruppe aus drei Untergattungen (Afronaja, Boulengerina und Uraeus) darstellen und somit eine Schwestergruppe zu den asiatischen Kobras der Untergattung Naja bilden.
Die so gewonnenen Erkenntnisse zu den Verwandtschaftsverhältnissen von Naja-Arten und Hemachatus zeigen, dass die Fähigkeit zum Verspritzen von Gift keinen gemeinsamen Ursprung hat, sondern in verschiedenen Gruppen unabhängig voneinander evolutionär erworben wurde (konvergente Evolution). Hemachatus und Afronaja enthalten ausschließlich Speikobras, und innerhalb von Naja scheinen auch alle asiatischen Speikobras eine monophyletische Verwandtschaftsgruppe zu bilden. Es liegen also drei unabhängige evolutionäre Linien von Speikobras vor, damit haben sich auch die notwendigen Anpassungen des Körperbaus sowie das Verhalten dreimal unabhängig voneinander in der Kobra-Gruppe entwickelt. Daher stellen die Speikobras auch kein Taxon im eigentlichen Sinne dar, sondern werden aufgrund einer konvergent erworbenen Anpassung als Gruppe zusammengefasst.

## Toxikologie

### Symptomatik
Wenn eine Speikobra mit ihrem Schlangengift einen Menschen ins Auge trifft, stellen sich beim Getroffenen unmittelbar starke Schmerzen in den Augen ein. Es bilden sich Schwellungen (Ödeme) der Bindehaut (Chemosis) sowie der Augenlider, Epiphora tritt auf, und am Auge entstehen weißliche Abscheidungen. Die Hornhaut trübt sich und es bildet sich eine Hornhautentzündung (Keratitis) aus. Am folgenden Tag tritt oft Regenbogenhautentzündung (Uveitis) und eine Überempfindlichkeit der Augen gegenüber Licht (Photophobie) auf. Es kann sich eine Eiteransammlung in der Vorderkammer des Auges (Hypopyon) bilden, die Iris kann getrübt sein. Das Auge ist gerötet.
In den Tagen nach der Vergiftung bleibt der Schmerz bestehen, jedoch beginnt auch die Regeneration des geschädigten Gewebes. Das Sehvermögen bleibt eingeschränkt; in schweren Fällen kann unter Umständen noch bis zu 8 Tage lang die visuelle Wahrnehmung auf die Unterscheidung von Licht und Dunkelheit beschränkt sein. Nach etwa zwei Wochen ist das Sehvermögen üblicherweise wiederhergestellt, sofern eine Behandlung erfolgte. Trübungen in der Hornhaut können jedoch noch länger verbleiben. Erfolgt hingegen keine oder nur eine verspätete Behandlung, können im Auge Infektionen, ein Durchbruch (Perforation) der Hornhaut sowie Nekrosen auftreten. Dabei kann es auch zu langfristigen Einschränkungen der Sehfähigkeit bis hin zur Blindheit kommen.
Der genaue Ablauf und die Schwere der Symptome variieren von Fall zu Fall, dabei spielt die Menge des erhaltenen Gifts und insbesondere auch die Artzugehörigkeit der Kobra eine entscheidende Rolle. Einige Arten sind weniger toxisch als andere, und tendenziell verlaufen Vergiftungen durch afrikanische Speikobras heftiger als diejenigen durch asiatische Arten.

### Zusammensetzung und Wirkweise des Gifts
Das Gift von Speikobras ähnelt in der Zusammensetzung den Giften anderer Giftnattern und enthält Neurotoxine, Cytotoxine, Cardiotoxine und Enzyme wie Phospholipase A2 (PLA2). Für die schädliche Wirkung in den Augen scheinen insbesondere die cardiotoxischen Bestandteile verantwortlich zu sein. Der genaue Wirkmechanismus ist noch nicht abschließend ergründet, eine Versuchsreihe mit den verschiedenen Fraktionen von Kobragiften identifizierte jedoch bei Speikobras die Cardiotoxine als maßgeblich für die toxische Aktivität in den Augen. Interessant ist dabei, dass ähnliche cardiotoxische Komponenten auch in Giften von nicht-speienden Kobras in ähnlicher Menge vorhanden sind; das nicht-fraktionierte Gift von solchen Kobras wirkt aber sehr viel weniger schädigend auf Augen als die Gifte von Speikobras. Der Toxikologe Mohammad Ismail und Kollegen (1993) vermuten, dass in den Giften von nicht-speienden Kobras mehr saure Proteine enthalten sind (zum Beispiel saure PLA2) als bei Speikobras. Von sauren Proteinen ist bekannt, dass sie sich mit Cardiotoxinen verbinden können (Dimerisation) – solche Bindungen könnten die augenschädigenden Aktivitäten von Cardiotoxinen bei nicht-speienden Kobras einschränken.

### Epidemiologie
Die Epidemiologie von Speikobravergiftungen ist gegenwärtig noch unzureichend erforscht. Bei einer in Nord-Nigeria (Local Government Area Malumfashi) durchgeführten Studie aus dem Jahr 1980 wird für Augenvergiftungen durch die Afrikanische Speikobra (Naja nigricollis) eine Inzidenz von sechs bis acht Fällen unter 100.000 Menschen pro Jahr angeben. Angriffe dieser Art erfolgen in den ländlichen Gebieten Afrikas meist im Haus der Betroffenen, in der Nähe ihres Hauses oder bei der Feldarbeit. Zu der Häufigkeit von Zwischenfällen mit asiatischen Speikobras liegen keine statistisch relevanten Daten vor. In Afrika wie in Asien erleiden Hunde und andere Haustiere ebenfalls oft Augenverletzungen durch Speikobras.
Neben den Vergiftungen des Auges sind Speikobras auch durch ihren Giftbiss medizinisch relevant – 1980 wurden in Malumfashi durchschnittlich 48 von 100.000 Menschen pro Jahr von der Afrikanischen Speikobra gebissen. Auch in Asien sind Bisse durch Speikobras häufig, so etwa ist die Philippinische Speikobra für den Großteil der Giftschlangenbisse auf den Philippinen verantwortlich.

### Behandlung
Falls das Gift einer Speikobra in die Augen einer Person gelangt, sollten diese so bald wie möglich und sehr großzügig mit Wasser oder einer beliebigen anderen milden Flüssigkeit ausgewaschen werden. Alternativ ist zum Beispiel auch Milch oder bei Ermangelung anderer Optionen, etwa in Trockengebieten, selbst Urin verwendbar. Diese Maßnahme zur Ersten Hilfe hat sich als sehr effektiv herausgestellt, um weitere Komplikationen vorzubeugen. In der Praxis ist diese Behandlung jedoch nicht selten dadurch erschwert, dass sich die Augen des Patienten aufgrund des intensiven Schmerzes krampfhaft schließen (Blepharospasmus). In solchen Fällen wird die Gabe von einem gefäßverengenden Mittel (Vasokonstriktor) in die Augen wie etwa 0,5 % Adrenalin sowie lokalanästhetischen Betäubungstropfen (zum Beispiel 0,4 % Oxybuprocain) empfohlen, um die Verkrampfung zu lösen. Gleichzeitig wird so dem Patienten eine Linderung der Schmerzen verschafft (Analgesie). Die Anwendung von Betäubungstropfen sollte jedoch nur beschränkt erfolgen, da die Anästhetika oft selbst toxisch auf Zellen der Hornhaut wirken und die Produktion von Tränenflüssigkeit behindern, und so zum Beispiel die Entstehung von bakteriellen Infektionen im geschädigten Auge begünstigen. Eine weitere Maßnahme nach Augenkontakt mit dem Gift stellt die Gabe von Zykloplegika (z. B. Homatropin) und Mydriatika (z. B. Atropin oder Scopolamin) dar, welche eine für den Patienten unangenehmen Verkrampfung des inneren Augenmuskels Musculus ciliaris verhindern und einer Regenbogenhautentzündung (Uveitis) sowie Verklebungen im Auge (Synechien) vorbeugen. Bei Personen mit einer flachen vorderen Augenkammer ist als Nebenwirkung dieser Mittel jedoch ein Glaukomanfall möglich. Die topische Anwendung oder intravenöse Verabreichung eines Antivenins (Gegengift) ist bei Speikobra-Vergiftungen im Auge kontraindiziert: In den Augen ist die Anwendung eines Antivenins aufgrund des Auswaschens nicht notwendig und kann stattdessen zu Irritationen führen, und weil das Gift sich aus den Augen nicht in den Blutkreislauf verbreitet, ist intravenös verabreichtes Antivenin wirkungslos und kann zu einer schädlichen Überreaktion des Immunsystems (Anaphylaxie) führen. Ein Augenpflaster kann bis zum Abklingen der Symptome getragen werden.
Im Anschluss an die ersten Hilfsmaßnahmen nach einem Vorfall mit einer Speikobra sollten die Augen mit einer Spaltlampe im Verfahren der Fluoresceinangiographie untersucht werden, um eine eventuelle Erosion der Hornhaut zu erkennen. Dabei wird der Farbstoff Fluorescein in das Auge gegeben, der tote Zellen der Hornhaut durch Fluoreszenz anzeigt. Sollte eine solche Erosion vorliegen, ist eine örtliche Behandlung mit Antibiotika (zum Beispiel Tetracyclin) indiziert, um eine sekundäre Infektion des Auges zu verhindern.
Haustiere können nach dem Angriff einer Speikobra ähnlich wie Menschen durch intensives Auswaschen der betroffenen Augen sowie im Anschluss durch die topische Gabe von Antibiotika behandelt werden. Zur Analgesie kann in die Augen außerdem Adrenalin oder Atropin gegeben werden.

## Forschungsgeschichte und Kultur
In den Herkunftsregionen von Speikobras ist deren Verteidigungsweise den Menschen seit jeher bekannt. So sei etwa nach der Ägyptologin Margaret Alice Murray das altägyptische Symbol der gift- und feuerspeienden Uräusschlange von Speikobras hergeleitet. Es stellte im alten Ägypten ein Schutzsymbol insbesondere für den Pharao dar. Im ersten Jahrhundert berichtete Plinius der Ältere (23/24-79) in seiner Naturalis historia von einer Schlange namens „ptya“, die ihr Gift in die Augen ihrer Opfer verspritzen kann; er bezog sich dabei wahrscheinlich auf eine der nordafrikanischen Speikobras. Ebenfalls bei Plinius findet sich die Beschreibung des Basilisken, einer angeblich ebenfalls in Nordafrika vorkommenden Schlange, die alleine durch ihren Atem tötet. Speikobras oder die symbolische Uräus könnten nach Alexander (1963) somit ursächlich sein für den Basiliskenmythos der Antike und des Mittelalters. Afrikareisende des 18. und 19. Jahrhunderts wie zum Beispiel Prospero Alpini brachten weitere Berichte von Gift speienden Schlangen nach Europa.
Die erste formal beschriebene Speikobra ist die Indochinesische Speikobra (Naja siamensis); ihre Erstbeschreibung erfolgte 1768 durch Josephus Nicolaus Laurenti (1735–1805). Laurenti war es sehr wahrscheinlich unbekannt, dass sich diese Art durch das Verspritzen von Gift verteidigen kann. Die erste Erwähnung von Gift speienden Kobras in moderner wissenschaftlicher Literatur findet sich bei Friedrich Boie (1780–1870); er beschrieb 1827 die Art Naja sputatrix (wörtlich „spuckende Kobra“). Noch am Anfang des 20. Jahrhunderts war es eine weit verbreitete Ansicht, dass die Kobras ihr Gift durch das Ausstoßen von Luft regelrecht spucken oder es von ihren Zähnen abschütteln; erst eine Arbeit des amerikanischen Herpetologen Charles Mitchill Bogert (1908–1992) von 1943 bewies abschließend das Austreten des Gifts als Strahl aus dem Giftzahn, und erläuterte dessen Zusammenhang mit dem Feinbau der Giftzähne.

### Belege
1. 1 2  Kazandjian, T. D., Petras, D., Robinson, S. D., van Thiel, J., Greene, H. W., Arbuckle, K., Barlow, A., Carter, D. A., Wouters, R., Whiteley, G., Wagstaff, S. C., Arias, A. S., Albulescu, L. O., Plettenberg Laing, A., Hall, C., Heap, A., Penrhyn-Lowe, S., McCabe, C. V., Ainsworth, S., Casewell, N. R.: Convergent evolution of pain-inducing defensive venom components in spitting cobras. Hrsg.: Science. Band 731, Nr. 6527, 22. Januar 2021, S. 386–390, doi:10.1126/science.abb9303 (anthonyvpl.co.uk [PDF]).
2. ↑  Wüster & Thorpe (1992), S. 431
3. ↑  Hayes et al. (2008), S. 453
4. ↑  Young et al. (2009b), S. 185
5. ↑  Berthé (2011), S. 12
6. ↑  Wüster & Thorpe (1992), S. 432
7. ↑  Berthé (2011), S. 86–87
8. ↑  Berthé (2011), S. 13–14 & 86-87
9. ↑  Triep et al. (2013), S. 1 & 10
10. ↑  Young et al. (2004), S. 3486
11. 1 2  Westhoff et al. (2010) S. 1797
12. ↑  Young et al. (2009a), S. 82
13. ↑  Berthé et al. (2013), S. 335
14. ↑  Chu et al. (2010), S. 261
15. 1 2  Berthé et al. (2013), S. 339
16. ↑  Berthé et al. (2009), S. 753 & 755-757
17. ↑  Westhoff et al. (2005), S. 873 & 879
18. ↑  Westhoff et al. (2010), S. 1797 & 1800-1801
19. ↑  Westhoff et al. (2005), S. 879–880, siehe auch Berthé (2011)
20. ↑  Young et al. (2004), S. 3490
21. ↑  Deuffel & Cundall (2003), S. 366
22. ↑  Young et al. (2004), S. 3488 & 3490-3492
23. ↑  Anthony Plettenberg Laing: A multilocus phylogeny of the cobra clade elapids. Bangor University, 2018, abgerufen am 28. Dezember 2021 (englisch).
24. ↑  Berthe (2011), S. 9–11
25. ↑  siehe auch Wallach et al. (2009)
26. ↑  Wüster et al. (2007), S. 437 & 443-445
27. ↑  Wüster et al. (2007), S. 444–445
28. 1 2  Chu et al. (2010), S. 265–266
29. ↑  Chu et al. (2010), S. 265–267
30. ↑  Chu et al. (2010), S. 262
31. ↑  Ismail et al. (1993), S. 45–46 & 54-58
32. ↑  Chu et al. (2010), S. 262 & 269
33. ↑  Pugh & Theakston (1980), S. 1181
34. ↑  Toriba in Gopalakrishnakone & Chou (1990), S. 463–469
35. ↑  Chu et al. (2010), S. 268–269
36. 1 2  Chu et al. (2010), S. 269
37. 1 2  Berthé (2011), S. 9
38. ↑  Murray (1948), S. 117–118
39. 1 2  Chu et al. (2010), S. 260
40. ↑  Alexander (1963), S. 171–174
41. ↑  Josephus Nicolaus Laurenti (1768): Specimen Medicum, Exhibens Synopsin Reptilium Emendatam cum Experimentis circa Venena. Wien.
42. ↑  Friedrich Boie (1827): Bemerkungen über Merrem's Versuch eines Systems der Amphibien. Isis von Oken 20, S. 508–566.
43. ↑  Charles Mitchill Bogert (1943): Dentitional phenomena in cobras and other elapids with notes on adaptive modifications of fangs. Bulletin of the American Museum of Natural History 81, S. 285–363.
44. ↑  Young et al. (2009a), S. 80